# Ergobibamus cyprinoides
Ergobibamus cyprinoides ist eine Protisten-Art, die zur Gruppe der Carpediemonas-like organisms der Fornicata gehört. Sie ist die einzige Art der Gattung und findet sich in küstennahen Meeresböden.

## Merkmale
Die Zellen von Ergobibamus sind freilebend, farblos, bohnenförmig und 7 bis 11,5 Mikrometer lang. Sie weisen zwei Geißeln auf, deren hintere rund zwei bis zweieinhalb Mal länger ist als die Zelle, durch welche wiederum eine lange Rinne verläuft, in der die hintere Geissel sich bewegt. Die Geißel ist im Querschnitt geflügelt. Es sind rund sechs Mikrotubuli vorhanden. Mitochondrien fehlen, es gibt aber eine homologe Struktur, der jedoch wiederum Cristae fehlen.

## Lebensweise
Von Ergobibamus cyprinoides ist bisher nur der Typusfund bekannt. Er stammt aus anoxischen Bodenschichten der Gezeitenzone zwischen der Hoch- und Niedrigwasserlinie der Mahone Bay im kanadischen Nova Scotia.

## Systematik
Art und Gattung wurden 2010 erstbeschrieben. Ergo bibamus, zu deutsch „Also lasst uns trinken!“, ist der Titel eines Gedichtes von Johann Wolfgang von Goethe aus dem Jahre 1810. Der Name verweist laut Namensgeber auf die darin ausgedrückten Emotionen, die passend zur Ode I.11 des Horaz seien. Dieser wiederum entstammt die bekannte Phrase Carpe diem, die Namensgeber der Schwestergattung Carpediemonas sowie indirekt der übergeordneten Gruppe der Carpediemonas-like organisms ist, zu der die Art gehört. Das cyprinoides wiederum verweist auf eine oberflächliche Ähnlichkeit der Zellen mit einem Karpfen.

## Nachweise
1. 1 2 3  Jong Soo Park, Martin Kolisko, Alastair G. B. Simpson: Cell Morphology and Formal Description of Ergobibamus cyprinoides n. g., n. sp., Another Carpediemonas-Like Relative of Diplomonads. In: Journal of Eukaryotic Microbiology, Vol. 57, Issue 6, 2010.